# Kai Fagaschinski
Kai Fagaschinski (* 6. Oktober 1974 in Dannenberg (Elbe)) ist ein deutscher Jazzklarinettist, Improvisationsmusiker und Komponist.

## Wirken
Der seit 1996 in Berlin lebende Fagaschinski erlernte das Klarinettespielen autodidaktisch. Er beschäftigt sich mit Geräuschphänomenen in der Musik und beherrscht auf der Klarinette die Mehrklangtechnik. Er tritt als Solist sowie als Mitglied mehrerer Ensembles auf.
Mit Klaus Filip bildet er das Duo Los Glissandinos, mit Michael Thieke seit dem Jahr 2000 das Duo The International Nothing. In weiteren Duoformationen arbeitet er mit Burkhard Stangl, Chris Abrahams und Bernhard Gál. Mit Margareth Kammerer, Christof Kurzmann und Michael Thieke bildet er die Gruppe The Magic I.D., mit Gunter Schneider und Barbara Romen die Gruppe here comes the sun. Von 2000 bis 2006 leitete er (ab 2002 mit Christof Kurzmann) die experimentelle Musikreihe Raumschiff Zitrone am Prenzlauer Berg. Auch gehört er dem Splitter Orchester an, mit seit 2016 dem mehrere Alben entstanden sind.
Mit Kompositionen war Fagaschinski u. a. bei den Donaueschinger Musiktagen (2007), bei Jazz à Mulhouse (2007), dem Ftami Festival in Kyoto und Tolio 2008, bei Experimental Intermedia in New York und dem Seattle Improvised Music Festival 2009 vertreten.

## Diskographie
- zwybaky mit Gerhard Uebele, 2001
- Rebecca (Two Variations) mit Michael Renkel, 2003
- No Furniture mit Boris Baltschun und Axel Dörner, 2003
- Los Glissandos: Stand Clear, 2005
- Going Round In Serpentines mit Bernhard Gál, 2005
- The International Nothing: Mainstream, 2006
- Raumschiff Zitrone: First Time Ever I Saw Your Face, 2006
- The Magic I.D.: Till My Breath Gives Out, 2008
- Musik – ein Portrait in Sehnsucht mit Burkhard Stangl, 2009